# Hans Jakob Christoffel von Grimmelshausen
Hans Jakob Christoffel von Grimmelshausen (Gelnhausen, 1622 – Renchen, 1676. augusztus 17.) prózaíró, a német barokk legnagyobb képviselője.

## Életpályája
1621-ben egy protestáns pék gyermekeként született Hessenben. Ifjúságát katonai szolgálatban töltötte a harmincéves háborúban. A katonaság után áttért a katolikus vallásra és különböző állásokat töltött be a német fejedelmi udvarban, végül 1667-ben osztrák Vilmos Lipót, strassburgi püspök szolgálatában állt.
Műveit Samuel Greifenson v. Hirschfeld, German Schleifheim von Sulsfort, Signeuer Messmahl stb. álneveken írta, csak 1837-ben derült fény valódi nevére. 1879-ben halálának helyszínén, Renchenben szobrot emeltek a tiszteletére. 1993-ban nevét viselő német irodalmi díjat alapítottak.
Főműve az 1669-ben íródott Der abenteuerliche Simplicissimus Teutsch, d.h. die Beschreibung des Lebens eines seltsamen Vaganten, genannt Melchior Sternfels von Fuchsheim, (magyarul: A kalandos Simplicissimus) a XVII. század második felének legnagyobb német regénye, irodalmi és kultúrtörténeti szempontból is fontos mű. Pikareszk regény, a harmincéves háború kalandos és megrázó napjainak élethű képét festi le, gyakran nyers humorral. Kalandorhőse megjárja az élet legszörnyűbb mélységeit és emberismeret tekintetében kitűnő iskolán megy át. Bertolt Brecht forrásként használta a regényt a Kurázsi mama és gyermekei című művéhez.

## Magyarul
- A kalandos Simplicissimus, 1-2.; ford. Háy Gyula, utószó, jegyz. Pók Lajos; Magyar Helikon, Bp., 1964

## Egyéb művei
- Trutz Simplex oder Lebensbeschreibung der Ertzbetrügerin und Landstörtzerin (1670)
- Der seltzame Springinsfeld (1670)
- Das wunderbarliche Vogelnest (1672)
- Schwarz und weiss oder die Satirische Pilgerin (1666)
- Der teutsche Michel (1670)
- Das Rathstübel Plutonis (1672)
- Die verkehrte Welt (1673)